# Seville (Florida)
Seville statisztikai település az USA Florida államában, Volusia megyében. Lakosainak száma 580 fő (2020. április 1.).

## Népesség
A település népességének változása:

| 2010 | 614 |
| 2020 | 580 |